# Julián Uribe Gaviria
Julián Uribe Gaviria (Medellín, 31 de diciembre de 1890 - Medellín, 21 de junio de 1952) fue un militar y político colombiano. Gobernador de Antioquia y Designado Presidencial. 
Hijo del general Rafael Uribe Uribe y hermano del exministro Carlos Uribe Gaviria. Miembro del Partido Liberal Colombiano, se dedicó a la administración de sus fincas cafeteras y con el grado de Capitán fue comandante de la Policía en el departamento de Antioquia. Fue diputado de Antioquia y Representante a la Cámara; en 1932 se convirtió en el primer liberal en ocupar la Gobernación de Antioquia desde 1885; ese mismo año fue elegido por el Congreso como Primer Designado Presidencial, ocupando ambos cargos hasta 1934. En 1937 se encargó nuevamente de la Gobernación; fue miembro de la Junta Directiva del Banco de la República.